# MS Romantika
MS Romantika (Romance på engelsk) er en cruisefærge drevet af det estiske rederi Tallink på deres rute, der forbinder Stockholm i Sverige med Riga i Letland. Hun blev bygget i 2002 på Aker Finnyards værftet i Rauma i Finland og hun var den første nogensinde af nybyggede færge der blev leveret til Tallink. Mellem 2002 og 2006 blev MS Romantika brugt på Helsinki-Tallinn ruten, indtil hun blev erstattet af den nye færge MS Galaxy. Efter dette blev hun overført til Tallinn-Stockholm ruten og sejlede parallelt med hendes søster MS Victoria I.
Efter leveringen af MS Baltic Queen blev Romantika igen overført til Stockholm-Riga ruten i maj 2009. Samtidig med dette skiftede hun flag fra estisk til lettisk flag.

## Eksterne links
- Tallink silja website for MS Romantika
- "MS Romantika at Fakta om Fartyg". Arkiveret fra originalen 31. juli 2012. Hentet 13. maj 2010.
- Romantika at marinetraffic.com